# 王寖大
王寖大（？—17世紀），字幼章，廬州府合肥縣人，明朝、南明政治人物。

## 生平
王寖大年輕時獨力侍奉繼母和異母弟弟五人，到崇禎三年（1630年）中舉人，十年（1637年）成進士，吏部觀政，十一年六月獲授廣東順德知縣，十六年任即墨知縣。八年（1635年）流賊入侵北門，他親自抵禦，守城者再次復集才能保住城池，得安慶巡撫史可法重視，機務都諮詢他後才實施。以廉能卓異，升任南京吏部司勳司主事。
弘光時，升郎中，和顏渾、何應奎、葛含馨、姜應龍、武備、沈煃晃、王夢鼎共事。不久辭官歸鄉。壬午年後曾三遇旱災，王寖大捐出糧餉賑災，規畫得當。。

## 著作
王寖大精於史學，著有《春秋說》、《史綱抄》。

## 引用
1. 1 2  錢海岳《南明史·卷三十·列傳第六》：寖大，字幼章，合肥人。崇禎十年進士，授即墨知縣。有捍寇功，史可法重之，機務悉咨而後行。
2. ↑  嘉慶《合肥縣志·卷十七·選舉表》：崇禎三年庚午（舉人） 王寖大
3. ↑  《崇祯十年丁丑科进士三代履历》：王寖大，曾祖銮，祖遂，父建极。幼章，書三房，戊申十二月十三日生，合肥县人，庚午一百五名，会七十四名，三甲一百八十五名，吏部观政，戊寅六月授顺德知县，本省同考，癸未即墨知縣，甲申考选礼部主事。
4. ↑  嘉慶《合肥縣志·卷二十三·人物傳》：王寖大，字幼章，崇禎丁丑進士。事繼母，撫異母弟五人無間言。乙亥賊寇北門，親冒矢事捍禦，守者復集，城賴以存。皖撫史可法重其人，機務悉咨以行。
5. ↑  錢海岳《南明史·卷三十·列傳第六》：（弘光）時吏部先後司官之可紀者，為顏渾、何應奎、葛含馨、王寖大、姜應龍、武備、沈煃晃、王夢鼎。……累遷稽勳主事、郎中。
6. ↑  嘉慶《合肥縣志·卷二十三·人物傳》：以廉能卓異擢南吏部郎，旋告歸。壬午後三遇旱蝗，捐貲助賑規畫甚善。具有幹略，其學尤長于史，著《春秋說》、《史綱抄》，明末條議當變革者十餘事。 江南通志